# Kursujärvi (naturreservat)
Kursujärvi är ett naturreservat i Pajala kommun i Norrbottens län.
Området är naturskyddat sedan 2013 och är 3,3 kvadratkilometer stort. Reservatet omfattar en dal med den långsmala sjön Kursujärvi och ett område i sydväst me myr- och skogsmark. Reservatet består av tallskog i de torrare delarna och gran med inslag av lövträd i de fuktigare. 